# Podhumlje
Podhumlje falu Horvátországban, Split-Dalmácia megyében, Vis szigetén. Közigazgatásilag Komižához tartozik.

## Fekvése
Splittől légvonalban 60 km-re délnyugatra, Komiža városától légvonalban 3, közúton 6 km-re délkeletre fekszik. Komižáról Vis irányában haladva az első útba eső település, több kis szétszórt településrészből áll.

## Története
Podhumlje területe már az újkőkorban lakott volt, ezt bizonyítja a Lokva nevű lelőhely, amelyet a kőkorszaki ember agyag kitermelésére használt. Nevét a sziget legmagasabb hegyéről, a felette emelkedő Humról kapta, tulajdonképpen a Hum alatti helyet jelöl. A település valószínűleg a 17. században keletkezett, amikor a sziget a Velencei Köztársaság uralma alá tartozott. Lakói főként állattartással foglalkoztak, melyhez Vela Polján és a Krušovicán található két, forrás nélküli vízgyűjtő tavacska adta a vizet. A velencei uralomnak 1797-ben vége szakadt és osztrák csapatok vonultak be Dalmáciába. 1805-ben a sziget az osztrákokat legyőző franciák uralma alá került, de 1811-ben a tengeri fölényben levő angolok elvették a franciáktól. Napóleon végső veresége után újra az osztrákoké lett. A 19. század végére a lakosság az állattartás helyett a szőlőtermesztéssel és a halászttal kezdett foglalkozni. A településnek 1880-ban 221, 1910-ben 355 lakosa volt. 1918-ban elfoglalták az olasz csapatok, az olasz  uralom 1921-ig tartott. Ezután az új szerb-horvát-szlovén állam, majd később Jugoszlávia része lett. A második világháború után a szocialista Jugoszláviához került. A jugoszláv időszak sziget gazdasági stagnálásának időszaka volt, a lakosság száma töredékére esett vissza. 1991-től a független Horvátország része, de 1992-ig a JNA katonái állomásoztak a szigeten. A jugoszláv katonák csak 1992 május 30-án hagyták el végleg a szigetet, helyükre horvát csapatok érkeztek. Fellendült a turizmus és 1993-ban újra megalakult az önálló Komiža község. A településnek 2011-ben 32 lakosa volt.

## Népesség
| Lakosság változása | Lakosság változása | Lakosság változása | Lakosság változása | Lakosság változása | Lakosság változása | Lakosság változása | Lakosság változása | Lakosság változása | Lakosság változása | Lakosság változása | Lakosság változása | Lakosság változása | Lakosság változása | Lakosság változása | Lakosság változása |
| ------------------ | ------------------ | ------------------ | ------------------ | ------------------ | ------------------ | ------------------ | ------------------ | ------------------ | ------------------ | ------------------ | ------------------ | ------------------ | ------------------ | ------------------ | ------------------ |
| 1857               | 1869               | 1880               | 1890               | 1900               | 1910               | 1921               | 1931               | 1948               | 1953               | 1961               | 1971               | 1981               | 1991               | 2001               | 2011               |
| 0                  | 0                  | 221                | 303                | 355                | 355                | 0                  | 247                | 241                | 250                | 235                | 110                | 70                 | 60                 | 40                 | 32                 |

(1857-ben, 1869-ben és 1921-ben lakosságát Komižához számították.)

## Nevezetességei
- Szent Miklós tiszteletére szentelt templomát a 20. században építették.
- A Krušovica felé menő út közelében található a Lokva nevű újkőkori régészeti lelőhely.
- A Bačokovo nevű helyen, a plébániától és a kápolnától mintegy 300 méterre északra egy római villa rustica maradványai találhatók. Közepes méretű, kb. 50 cm magas, habarcs felhasználásával szabályos kőtömbökből épített fal maradványai láthatók. A fal mentén fekete-fehér mozaik maradt fenn, amelybe beépítették a küszöböt, mely összekötötte a két szobát. Ezzel a fekete-fehér mozaikkal együtt, amelynek kockái szabálytalanok és nagyobb méretűek egy polikróm mozaik maradványait is megtalálták. A közvetlen szomszédságban van egy mezei ház, amelybe az ókori küszöböt beépítették. A közvetlen közelében megmaradt egy oszlop töredéke, számos ősi kerámia töredéke, valamint megmunkált kőtömbök is találhatók. A fentiekből következően a bačokovoi villa rustica ahhoz a számos római villához tartozik, amelyek a közép-dalmáciai szigeteken termékeny mezők mentén helyezkednek el, és különösen értékes mozaikjaik miatt megőrzendők.[4]